# Indústria da multa

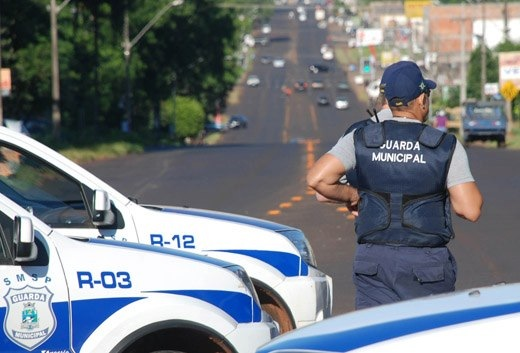
Agências como o Detran são acusadas de se beneficiar da indústria da multa.

Indústria da multa é a percepção onde o estado brasileiro teria uma máquina arrecadatória de dinheiro através de multas por infrações de trânsito ou ambientais. Ao invés de prevenir as violações, o estado incentivaria a emissão de multas. A sua existência é considerada um mito,[carece de fontes?] e ela é explorada por diversos políticos em eleições.

## Trânsito
O termo nasceu após diversos motoristas da cidade de São Paulo reclamarem de uma suposta desproporcionalidade de quantidade de multas aplicadas e quantias arrecadadas. No Rio de Janeiro, um radar defeituoso emitiu um ano de infrações em um mês. Entre agosto de 2008 e agosto de 2017, a prefeitura de São Paulo arrecadou cerca de R$ 6,797 bilhões em multas, havendo um aumento de 196,20% na arrecadação, que representa 31,21% do orçamento de multas da prefeitura. Porém, não houve grandes campanhas de conscientização no mesmo período. Algumas pessoas afirmam que os agentes da Companhia de Engenharia de Tráfego de São Paulo possuem meta de multas para bater. A informação foi creditada como falsa pela revista Exame.
Os que não acreditam na existência da indústria da multa argumentam que o que existe são muitas infrações de trânsito dos motoristas brasileiros. O UOL publicou matéria argumentando que no país havia mais infrações cometidas do que punidas. De acordo com a Companhia de Engenharia de Tráfego de São Paulo, em 2015 foram cometidas em média 10 milhões de infrações por hora na capital, mas foram emitidas apenas 7 milhões de multas. A maior infração é o excesso de velocidade. Segundo o site Desmulta, mais de 90% das infrações podem ser canceladas, embora o cidadão desconheça seus direitos. Também houve o aumento desenfreado da frota de veículos na cidade e o uso da fiscalização eletrônica por velocidade média a partir de 2017.
Outros, defendem que o problema teria origem em um conjunto de fatores. De acordo com o psicólogo Eduardo Cadore, "[...] o Estado brasileiro mostra a face perversa de uma suposta 'indústria da multa' quando não forma cidadãos para o trânsito seguro, não exige qualificação maior para os profissionais envolvidos, não fiscaliza a atuação de seus agentes, e, especialmente, quando os servidores públicos que tem o dever se seguir o Princípio da Legalidade, basilar para se evitar um Estado imperial/totalitário, não acolhem defesas/recursos que, comprovadamente apontam para irregularidades no processo, desde a falha na autuação quanto aos erros nos julgamentos". De acordo com o advogado Heitor José Fidelis Almeida de Souza, o que existe é uma cultura da multa, e não uma indústria. De acordo com a revista Exame, a indústria da multa existe no sentido de haver excesso de fiscalização em São Paulo, que geravam multas para pequenas infrações. Segundo o Datafolha, em 2016, 24% dos motoristas do país foram multados nos últimos 12 meses."
A receita arrecadada também não vai para indivíduos. Ela é aplicada exclusivamente em sinalização, engenharia de tráfego, de campo, policiamento, fiscalização e educação de trânsito, e 5% vai para um fundo de âmbito nacional destinado à segurança e educação no trânsito (FUNSET).

## Meio ambiente

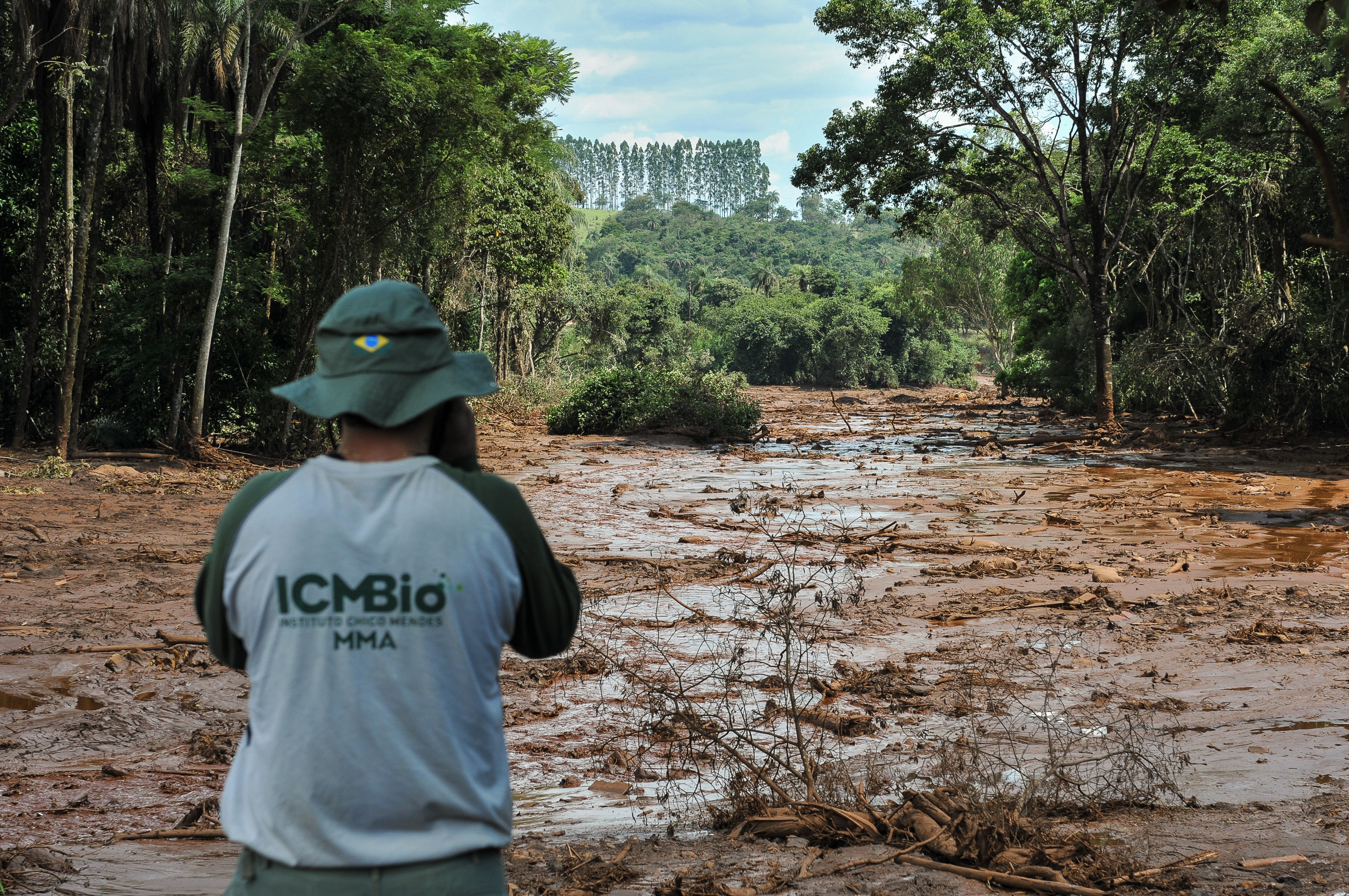
Ibama e ICMBio também são acusados de se beneficiar da indústria da multa.

Os que acreditam na indústria da multa argumentam que órgãos como o Ibama e ICMBio multam o agronegócio com o intuito de gerar renda, e ONGs, muitas vezes estrangeiras, recebem uma grande fatia do orçamento gerado. A indústria da multa teria motivações ideológicas de partidos como o PT e o PSOL.
Porém, em 2018, a média de multas emitidas pelo Ibama era de R$ 3 bilhões, e apenas 5% desse montante é efetivamente pago. Desse valor, 20% do valor é destinado ao Fundo Nacional do Meio Ambiente, gerenciado pelo Ministério do Meio Ambiente, e 80% vai para o Tesouro Nacional. Também, as ONGs atuantes precisam necessariamente ser brasileiras e estão limitadas pelo teto de gastos. De acordo com o Ibama, são emitidas mais de 10 mil multas por ano, mas muitas prescrevem por falta de equipe. O órgão estimou em 2022 que até 2024, 40 mil multas poderiam prescrever.

## Política

### Trânsito
Em 2003, a Superintendência Municipal de Transporte e Trânsito (SMTT) de Aracaju foi acusada de se beneficiar da indústria da multa ao anunciar a instalação de 35 novos radares no município. O contrato com as empresas envolvidas, Splice e Kopp, foi suspenso durante as investigações, apesar de não ter sido encontradas irregularidades nos contratos.
Em 2008, a subintendência da Polícia Rodoviária Federal (PRF) do Rio Grande do Norte foi acusada pelos sindicatos da categoria, como o SindPRF, de incentivar a emissão de multas e que o inspetor Francisco Charles Lindemberg Magalhães Pires foi nomeado como superintendente de forma irregular.
Nas eleição municipal de São Paulo em 2016, o governo Fernando Haddad (PT) foi acusado de se beneficiar da indústria da multa. Durante sua gestão, houve uma redução de velocidade em diversas vias da cidade, que aumentou o número de multas emitidas.Também houve maior fiscalização. Entre 2008 e 2017, durante a implementação de medidas mais rígidas para infrações no trânsito na cidade, houve uma queda considerável no número de mortes. Em 2015, o Ministério Público de São Paulo entrou com uma ação contra Haddad e o ex-secretário dos Transportes Jilmar Tatto (PT) pelo suposto benefício, mas eles foram absolvidos em 2021.
Na eleição municipal de São Paulo em 2020, João Dória (PSDB) usou o slogan "Acelera SP" durante a campanha de reeleição, prometendo aumentar a velocidade da marginal Pinheiros como forma de combater a indústria. Doria foi condenado pelo Tribunal de Justiça de São Paulo (TJ-SP) a pagar R$ 600 mil por ter usado o slogan ainda quando era prefeito.
Ainda em 2016, o então deputado federal Jair Bolsonaro criou um projeto de lei para revogar a lei que obriga o motorista a usar farol baixo em rodovias. Ele tinha como uma de suas promessas de campanha na eleição de 2018 de acabar com a alta arrecadação das multas de trânsito. Ele fez promessas similares na eleição de 2022. Após eleito, ordenou a retirada de radares fixos e radares portáteis utilizados pelos policiais para flagrar infratores. As medidas foram revertidas pela Justiça Federal em questão de meses, mas a PRF continuou emitindo poucas multas. Também, o Conselho Nacional de Trânsito e o governo executivo, através da Resolução 798, passaram a dificultar a fiscalização no país. Bolsonaro também sancionou lei que aumentou os pontos necessários para perder a CNH. Antes, ao atingir 20 pontos, o motorista perdia seu documento. A partir de então, foi aplicada uma gradação de 20, 30 ou 40 pontos em 12 meses. Em 2019, houve uma tendência de alta de 15% de mortes e acidentes no trânsito se comparado aos anos anteriores.

### Meio ambiente
Bolsonaro também foi crítico da indústria da multa ambiental, promentendo acabar com ela durante sua campanha em 2018. Outros políticos que acreditam na suposta indústria são Onyx Lorenzoni, Tereza Cristina, Evaristo de Miranda, Luiz Antônio Nabhan Garcia e Ricardo Salles. A Conversão de Multas foi desorganizada pelo governo federal. Logo no primeiro ano de governo, em agosto de 2019, as multas caíram em 29,4%, se comparado com agosto do ano anterior. Apenas multas de crimes contra a flora caíram em 42,4%. A queda coincidiu com os incêndios na Floresta Amazônica. Também houve um esvaziamento de lideranças do Ibama e do ICMBio. Em 2019, 19 superintendências estaduais do Ibama estavam vagas. Em 2022, apenas 1% das multas emitidas pelo ICMBio foram pagas.